# محقنة

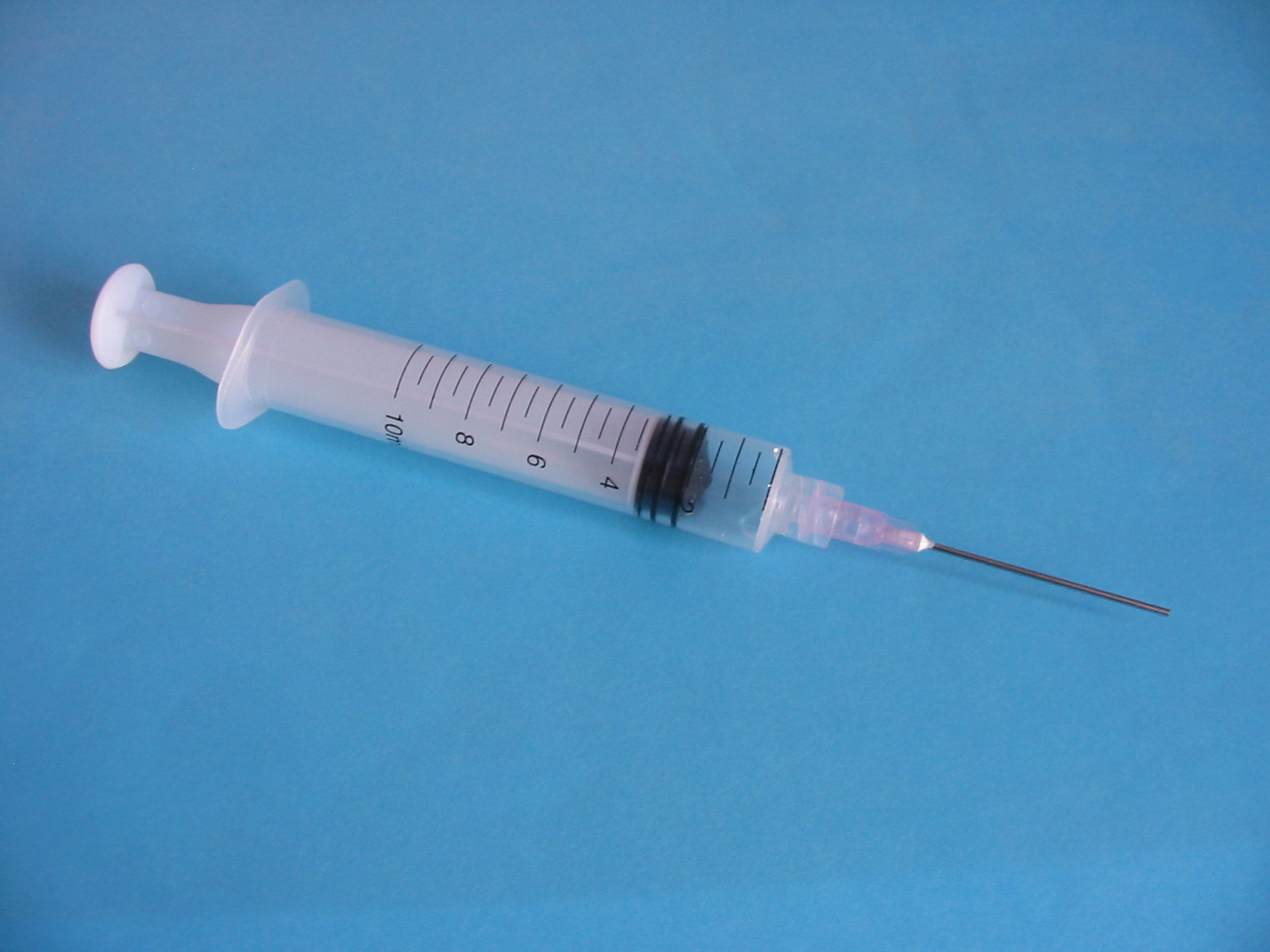
حقنة

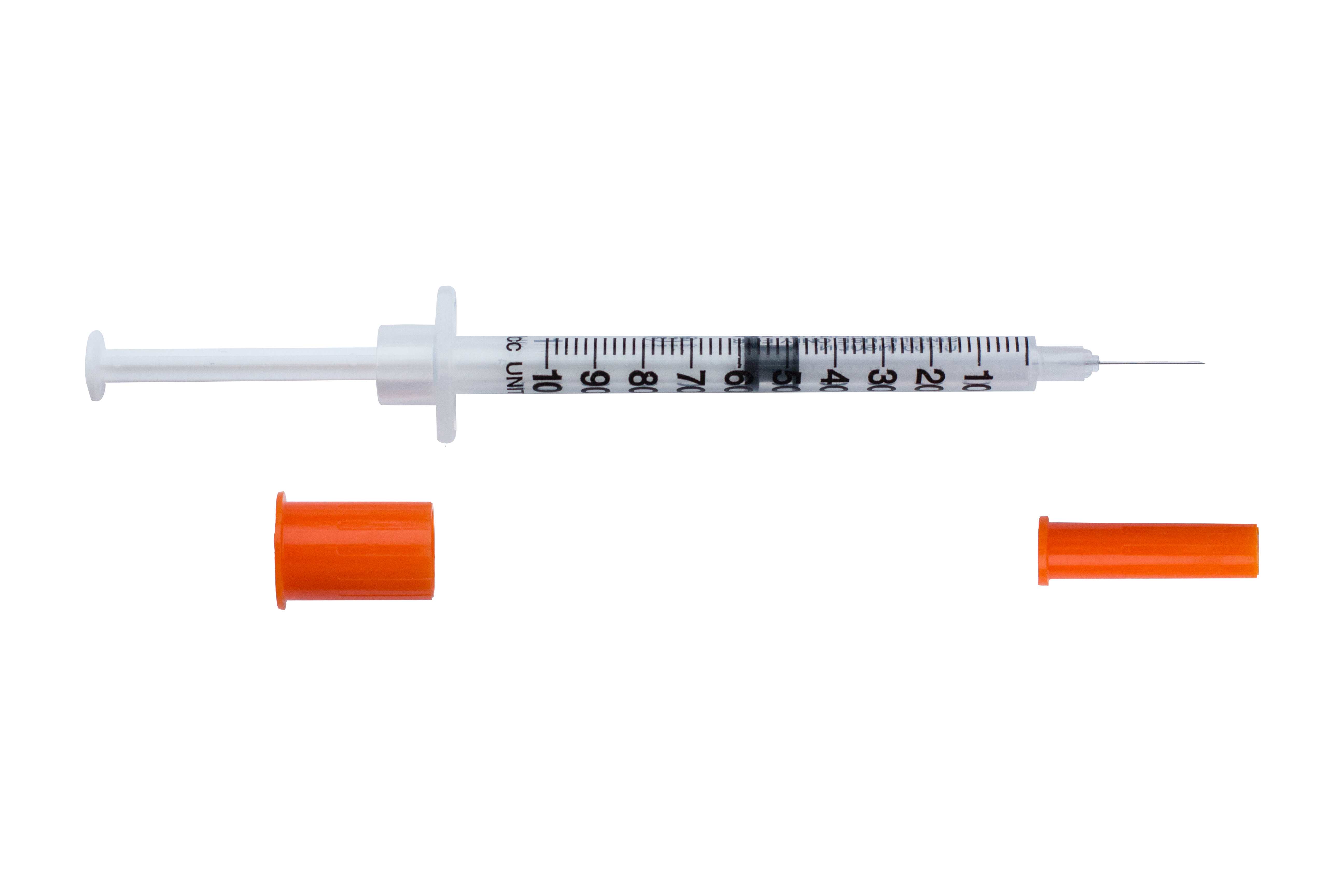
محقنة الأنسولين

المحقنة أو الزرَّاقة أداة طبية تستخدم لحقن السوائل العلاجية بالجسم سواء تحت الجلد في العروق والشرايين أو في العضل. الحقنة في تكوينها شبيه بالمضخة تتكون من أنبوب مستدق في أحد طرفيه، ويمر بداخله مكبس، أو ذراع اسطواني مسمط، ويعمل كل من الكبس والذراع على شفط أو دفع السوائل أو سحبها بوساطة الشفط .
كانت الحقن في البداية تصنع من الزجاج ولذلك كانت وسيلة التعقيم هي الغلي لفترة، أما في العصر الحالي فتصنع معظم الحقن من البلاستيك وتستخدم لمرة واحدة فقط ثم يتم التخلص منها بشكل طبي صحيح.
هناك نوع آخر من الحقن هو الحقن المعدنية التي تستخدم غالباً من قبل أطباء الأسنان حيث يتم تعقيمها بالموصدة عقب كل استخدام.
الحقنة هي أداة يومية في حياة مرضى السكري، حيث تستخدم لحقن الأنسولين لمساعدة البنكرياس.
كما تستخدم الحقن في حقن المواد المخدرة في أجسام المدمنين ولذلك فهي وسيلة لنقل أمراض الدم فيما بينهم.